# Stictigramma kasyi
Stictigramma kasyi är en fjärilsart som beskrevs av Edward P. Wiltshire 1971. Stictigramma kasyi ingår i släktet Stictigramma och familjen nattflyn. Inga underarter finns listade i Catalogue of Life.